# Василий Шибанов

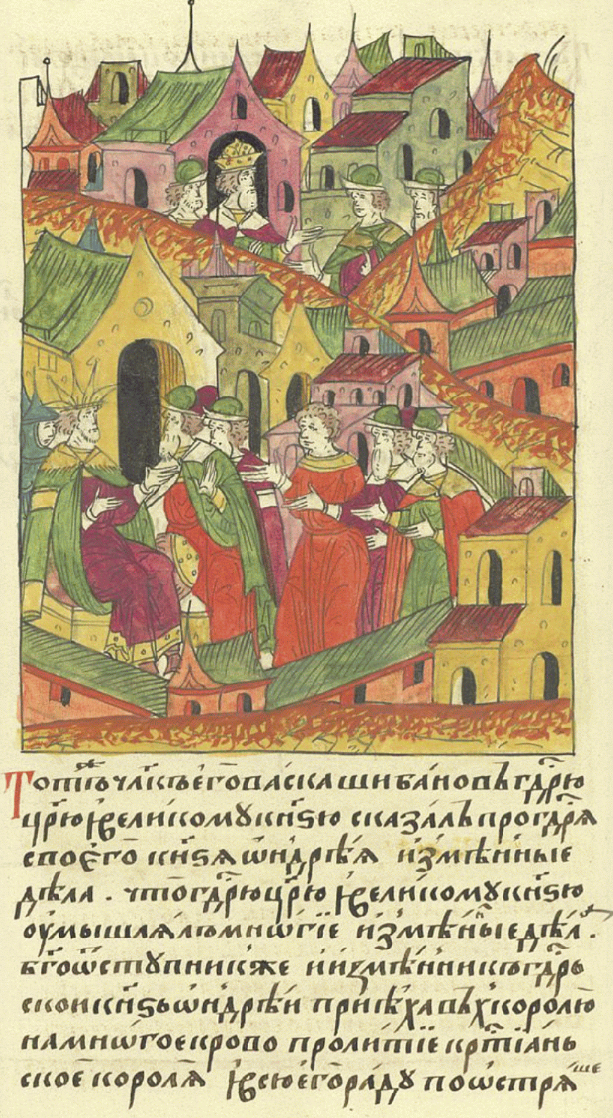
Шибанов рассказывает Ивану Грозному об изменных делах князя Курбского

Василий (Васька) Шибанов (ум. 1564) — стремянной князя Андрея Курбского, герой одноимённой баллады Алексея Константиновича Толстого.
В мае или 30 апреля 1564 года бежал вместе с князем к литовскому королю. По другому сообщению, не бежал с ним вместе, а поджидал князя с оседланными конями у Дерпта, и способствовал таким образом его бегству.
Согласно Лицевому летописному своду, тогда Шибанов был пойман дерптскими воеводами, привезен к царю и допрошен Иваном. Свод его судьбу не сообщает.
Версия, сообщенная Карамзиным, либо подразумевает, что Шибанов выжил после этого и вернулся к князю, либо является альтернативной. Согласно ей, впоследствии Шибанов привез из Литвы царю «досадительное» письмо, которое Иоанн слушал, вонзив в ногу верного слуги князя жезл. Шибанова пытали в надежде, что он раскроет козни Курбского и его сообщников; но Шибанов умер в страшных муках, оставшись верным своему господину.
По семейной легенде, был предком династии букинистов Шибановых в Москве XIX века.

## Баллада Толстого
Ему посвящена баллада русского поэта Алексея Константиновича Толстого (конец 1840-х, опубликовано в 1858 в «Русском вестнике»).
В этом стихотворении Шибанов отправляется к царю с письмом князя добровольно и гибнет там под пытками.
Этот сюжет взят поэтом из «Истории…» Карамзина.
Князь Курбский от царского гнева бежал,

С ним Васька Шибанов, стремянный.

Дороден был князь. Конь измученный пал.

Как быть среди ночи туманной?

Но рабскую верность Шибанов храня,

Свого отдает воеводе коня:

«Скачи, князь, до вражьего стану,

Авось я пешой не отстану». (…)